# بانک نانتو
بانک نانتو (انگلیسی: Nanto Bank) شرکت خدمات مالی و بانکداری ژاپنی است، که در سال ۱۹۳۴ تأسیس شد.